# Ringen (île)
Pour les articles homonymes, voir Ringen.
Ringen est une île dans le landskap Sunnhordland du comté de Vestland. Elle appartient administrativement à Øygarden.

## Géographie
Rocheuse et couverte d'arbres, à fleur d'eau, elle s'étend sur environ 134 m de longueur pour une largeur approximative de 71 m.